# Sphaerodactylus celicara
Sphaerodactylus celicara este o specie de șopârle din genul Sphaerodactylus, familia Gekkonidae, descrisă de Orlando H. Garrido și Ernest Justus Schwartz în anul 1982. Conform Catalogue of Life specia Sphaerodactylus celicara nu are subspecii cunoscute.